# كينيث بريتشر
كينيث بريتشر (من مواليد 7 ديسمبر 1943) هو أستاذ أمريكي في علم الفلك والفيزياء، حاصل على الدكتوراة الفخرية في جامعة بوسطن، مع التركيز على الفيزياء الفلكية عالية الطاقة، والنسبية، وعلم الكون. زوجته أفيفا بريتشر عالمة فيزياء أيضاً.

## النشأة والتعليم
وُلِد كينيث بريتشر في 7 ديسمبر/كانون الأول 1943 لعائلة يهودية في كوينز، نيويورك. والده إيرفينج بريتشر ووالدته إيديث بريتشر، وكان له شقيقان. كان والداه يمتلكان معسكر Winneshewauka، وهو معسكر صيفي في فيرمونت، حيث أمضى بريتشر العديد من مواسم الصيف قبل تخرجه من مدرسة Great Neck North الثانوية العليا عام 1961. 
التحق بريتشر بمعهد ماساتشوستس للتكنولوجيا، وحصل على درجة البكالوريوس في الفيزياء عام 1964 في ثلاث سنوات. بقي في معهد ماساتشوستس للتكنولوجيا للحصول على درجة الدكتوراه في الفيزياء مع البروفيسور فيليب موريسون حيث منحت له عام 1969. أنجز أعمال ما بعد الدكتوراه في جامعة كاليفورنيا، سان دييغو في الفيزياء من عام 1969 إلى عام 1972 مع الأستاذ جيفري بوربيدج. التقى بزوجته، أفيفا بريتشر، خلال صيف كان يجري فيه أبحاثاً مع الأستاذ ناثان روزن في معهد تكنيون - معهد إسرائيل للتكنولوجيا في حيفا، إسرائيل.

## المهنة
تركز اهتمامات بريتشر البحثية في الفيزياء الفلكية على مجموعة من المواضيع في الفيزياء الفلكية عالية الطاقة النظرية بما في ذلك النجوم النيوترونية والنجوم النابضة ومصادر الأشعة السينية الثنائية والمستعرات الأعظمية ومتفجرات أشعة جاما. شارك في العديد من مشاريع تطوير المواد والبرمجيات والأجهزة والمناهج الدراسية لاستخدامها في رياض الأطفال والمرحلة الجامعية والتعليم العلمي غير الرسمي. كان المحقق الرئيسي في "مشروع LITE: التحقيق في الضوء من خلال التجارب"، والذي طور مجموعة واسعة من البرامج والمواد التعليمية العملية والنظرية حول الضوء والبصريات والألوان والإدراك البصري. أسّس وأدار مركز تعليم العلوم والرياضيات بجامعة بوسطن، وقد استمر لمدة 24 عامًا في تطور المناهج التعليمية، ودرّب المعلمين، وشجع طلاب رياض الأطفال والمدارس الابتدائية والثانوية على متابعة حياتهم المهنية في العلوم والرياضيات. 
كان بريتشر أحد مؤسسي مشروع "المرصد الميكروي" التابع لجامعة هارفارد، والذي قام بتطوير شبكة من التلسكوبات الفلكية الآلية لاستخدام الطلاب. كما عمل أيضًا في مجالات تاريخ علم الفلك، وعلم الفلك الأثري، وتطبيق السجلات الفلكية المبكرة على المشاكل الفيزيائية الفلكية الحديثة. كان أحد مؤسسي قسم علم الفلك التاريخي في الجمعية الفلكية الأمريكية، مع جون أ. إيدي وأوين جينجيريتش.
بسبب عمل بريتشر المبكر حول نظرية النسبية لأينشتاين، ظهر في فيلم"عالم أينشتاين" عام 1979، الذي يرويه بيتر أوستينوف مع تفسيرات للنسبية من زملائه الأساتذة سيدني دريل، وروجر بنروز ، ووالاس سارجنت، ودينيس سكياما، وإروين شابيرو، وجون أرشيبالد ويلر. بُثّ الفيلم لأول مرة في الذكرى المئوية لميلاد ألبرت أينشتاين في 14 مارس 1979. حرّر بريتشر أيضًا مجلداً خاصاً من مجلة Nature تكريمًا لمئوية أينشتاين. وبعد سنوات، اقترح بريتشر تسمية سرعة الضوء بـ "ثابت أينشتاين". 
حصل بريتشر على زمالات بحثية من مؤسسة جون سيمون جوجنهايم، ومؤسسة دبليو كي كيلوج، والمجلس الوطني للبحوث التابع للأكاديمية الوطنية للعلوم في الولايات المتحدة. حصل على زمالة أوشر من متحف سان فرانسيسكو الاستكشافي (إكسبلوراتوريوم)، حيث طوّر العديد من المعارض العلمية التي يمكن رؤيتها هناك اليوم. كان لدى بريتشر شغفاً طويل الأمد بالفن والعديد من أنواع "ألعاب الفيزياء"، بما في ذلك القمم الدوارة  والمنظار المشكالي . لقد شارك حبه لتعلم العلوم من خلال استخدام الخبرات العملية في المؤتمرات حول العالم.

## الكتب
- فيزياء الطاقة العالية وعلاقتها بفيزياء الجسيمات الأولية [11]
- علم الفلك عند القدماء [12]

## الإنجازات والتكريم
يحمل بريشر براءات اختراع متعددة  لألعاب الفيزياء الحركية الفريدة التي ابتكرها. وتُعرض جهوده التصميمية حاليًا على موقعه الإلكتروني "Sirius Enigmas"، وفي المقالات التي تستخدم تلك الأشياء لإثبات مبادئ الفيزياء.
سمي الكويكب 4242 بريتشر الذي اكتُشف عام 1981، تكريمًا لبريتشر وزوجته. 

### التكريم
- انتخب عضوًا كاملاً في جمعية سيجما شي، عام 1964
- الجائزة الثانية، مسابقة مؤسسة أبحاث الجاذبية، 1969
- حصل على زمالة جون سيمون جوجنهايم التذكارية، 1979 [15]
- حصل على زمالة البحث العليا من المجلس الوطني للبحوث، 1983
- مُدرج في قائمة الرجال والنساء الأمريكيين في مجال العلوم، مُدرج في قائمة من هو من في أمريكا، الطبعات 43 - 67
- مُدرج في قائمة "من هم" في العلوم والهندسة، الطبعات من الأول إلى الحادي عشر
- مُدرج في كتاب "من هم" في التعليم الأمريكي، الطبعة السادسة
- انتخب زميلاً للجمعية الفيزيائية الأمريكية عام 1984
- حصل على زمالة WK Kellogg الوطنية، 1985 - 1988
- عُيّن في مجلس ماساتشوستس للفنون والعلوم الإنسانية، 1988 - 1991
- انتخب رئيسًا لقسم الفيزياء الفلكية بالجمعية الفيزيائية الأمريكية، 1990-1991
- حصل على جائزة البرمجيات في مسابقة البرمجيات السنوية التاسعة في مجال الحاسبات والفيزياء، 1998
- زميل مؤسسة برنارد أوشر، إكسبلوراتوريوم، سان فرانسيسكو، 2000-2002 [8]

## روابط خارجية
- شجرة الفيزياء كينيث بريتشر
- كينيث بريتشر (جامعة بوسطن)
- مشروع جامعة بوسطن للاستقصاء عن طريق الضوء من خلال التجارب
- شبكة التلسكوبات الروبوتية الدقيقة التابعة لجامعة هارفارد